# Olga Larkina
Olga Larkina –en ruso, Ольга Ларкина– (15 de marzo de 1985-4 de diciembre de 2005) fue una deportista rusa que compitió en natación sincronizada. Ganó dos medallas de oro en el Campeonato Mundial de Natación de 2005, en las pruebas equipo y combinación libre.

## Palmarés internacional
| Campeonato Mundial | Campeonato Mundial | Campeonato Mundial | Campeonato Mundial |
| Año                | Lugar              | Medalla            | Prueba             |
| ------------------ | ------------------ | ------------------ | ------------------ |
| 2005               | Montreal (Canadá)  | Medalla de oro     | Equipo             |
| 2005               | Montreal (Canadá)  | Medalla de oro     | Combinación libre  |